# Karol Pavletič
Karol Pavletič, slovenski hokejist, * 19. november 1906, Ljubljana, † ?.
Pavletič je bil dolgoletni član kluba SK Ilirija, s katerim je osvojil tri zaporedne naslove jugoslovanskega prvaka v sezonah 1938/39, 1939/40 in 1940/41. S kariero je nadaljeval tudi po koncu druge svetovne vojne in s preimenovanim klubom HK Triglav Ljubljana v sezoni 1946/47 osvojil naslov jugoslovanskega podprvaka.
Za jugoslovansko reprezentanco je nastopil na več svetovnih prvenstvih, tudi na prvem, ki se ga je jugoslovanska reprezentanca udeležila, leta 1939.